# Jalander Fazer
Pour les articles homonymes, voir Fazer.
Jalander « Jal » Fazer est un personnage fictif de la série télévisée britannique Skins, interprété par Larissa Wilson.

## Biographie du personnage
Jal est décrite sur le site officiel de Skins comme brillante, et la meilleure jeune clarinettiste du pays. Elle est la fille de la célébrité fictionnelle Ronnie Fazer, a deux frères, Ace et Lynton. Sa mère a quitté la maison depuis longtemps, et on ne la voit que dans l'épisode consacré à Jal de la deuxième saison. Son école a vite fait de se faire une fierté et de vouloir prendre une part de responsabilité dans la réussite de Jal alors qu'ils s'adressent à elle avec condescendance, appuyant sur le fait qu'il est exceptionnel que quelqu'un « comme elle » - c'est-à-dire noire - ait pu réussir et se qualifier pour un haut concours de clarinette comme c'est le cas. 
Jal est aussi très franche. Elle méprise l'attitude de ses frères qui se prennent pour des rappeurs de la côte Ouest, ainsi que l'attitude de Tony envers Michelle et l'indifférence première de Sid pour Cassie.

## Histoire du personnage

### Dans la saison 1
Dans l'épisode « Jal », elle doit se préparer pour un récital de clarinette qui pourrait l'amener à être élue « Jeune Musicien(ne) de l'année ». On la voit s'entraîner et elle doit aussi acheter une robe ; elle veut que Michelle la conseille mais celle-ci est trop occupée avec Tony, aussi Jal se résigne à y aller seule, puis croise Sid sur le palier et l'emmène avec elle. Jal achète une robe marron, qu'elle persiste à croire verte, et qui n'est pas du tout adéquate : Michelle la pousse à porter quelque chose de plus sexy, tout d'abord pour une soirée, et aussi pour le concert, comme on le voit à la fin de l'épisode. Lors de cette soirée, un homme la complimente sur sa robe et lui propose, ainsi qu'à Sid, d'aller à un autre endroit prendre un verre. Ils acceptent et tombent dans le piège de l'homme, qui était en fait un associé du dealer fou, Madison, envers qui Sid s'était endetté. Madison les menace et casse la clarinette de Jal. Les deux frères de Jal le poursuivent mais se font battre à plate couture et finissent à l'hôpital. Jal se sent délaissée par son père, mais il la surprend en lui achetant une nouvelle clarinette et en enlevant Madison. 
Plus tard, dans l'épisode « Chris », on apprend qu'elle a perdu son concours et qu'elle a juste été dédommagée de 25 £ pour son déplacement. Elle se rapproche de Chris quand il est abandonné par sa mère et se retrouve sans domicile. Dans « Sid », elle critique l'attitude de Sid vis-à-vis de Cassie, et c'est elle qui l'accompagne dans l'ambulance après sa tentative de suicide. Elle dit aux docteurs qu'elle est la sœur de Cassie et se débarrasse de Sid, à qui elle en veut d'avoir laissé Cassie se mettre dans cet état. Dans l'épisode final de la saison 1, elle danse avec Kenneth à l'anniversaire d'Anwar et les deux semblent se rapprocher. Quand la bagarre provoquée par Chris commence, elle se bat sans mal avec plusieurs garçons plutôt grands.

### Dans la saison 2
Dans l'épisode 5, Chris et Jal font un pacte : Chris essayera de faire avancer les choses dans sa vie et arrêtera de dire « Fuck it », et Jal essayera de ne plus dire « Non » à tout. Le soir-même, à un concert, Chris défie Jal d'aller attraper le chapeau du chanteur du groupe. Jal descend une cannette de bière avant d'aller embrasser le chanteur en le renversant sur scène pour son chapeau, montrant ainsi un côté plus déluré de sa personnalité. Inévitablement, Chris et Jal se mettent en couple, mais Angie revient. Lors d'une fête chez Chris, il commence à coucher avec Angie dans la salle de bains mais s'arrête en plein acte car il pense à Jal. Cependant, quand il sort de la salle de bains, la chemise à l'envers, Jal ne met pas longtemps à comprendre ce qu'il s'est passé car elle aperçoit Angie dans la salle. Chris se démène pour sauver leur relation et finalement Jal et lui se remettent ensemble, mais il ne sait pas encore qu'elle est enceinte de son bébé.
Dans l'épisode suivant, « Tony », on voit Jal dans un club avec les autres mais elle ne boit pas d'alcool. Tony lui dit qu'elle ment mal, et qu'il semble évident qu'elle cache quelque chose. Durant l'épisode 8 qui lui est consacré, Jal continue de se débattre avec toutes les décisions qu'elle doit prendre concernant son futur. Tandis qu'elle essaye de se décider à lui avouer qu'elle est enceinte, il est suggéré que Chris lui aussi garde un secret. À la moitié de l'épisode, Cassie révèle qu'elle connait le secret de Jal (cependant il n'est pas précisé comment elle l'a su). Michelle et la famille de Jal le découvrent peu après. Le lendemain, Jal se rend à une audition pour une prestigieuse école d'art et fait une bonne prestation. Quand elle rentre chez Chris cependant, Cassie est assise sur la table de l'appartement, l'air anxieuse, et elles se rendent à l'hôpital où Chris est soigné : on apprend qu'il souffre de la même maladie dont son frère est mort. 
Dans l'épisode final de la saison 2, Jal révèle qu'elle a avorté. Il semble qu'elle ait des regrets et a du mal à sortir du lit le jour des funérailles de Chris. Le père de Chris a interdit à ses amis de venir à l'enterrement, craignant qu'ils ne l'embarrassent. Ils viennent quand même, se tenant sur le bord de la route sur la colline qui surmonte le cimetière, et Jal fait un petit discours qui touche le père de Chris. L'histoire de Jal se termine alors qu'elle pleure sur la tombe de Chris, le père de celui-ci lui présentant ses condoléances.